# Adanalı
Adanalı es una serie de televisión turca. La serie, que comenzó a transmitirse en ATV el 7 de noviembre de 2008, consta de 3 temporadas y 79 episodios.

## Reparto
| Oktay Kaynarca      | Yavuz Dikkaya | Principal | Principal | Principal |
| Mehmet Akif Alakurt | Ali Gökdeniz  | Principal | Principal | Principal |
| Çağkan Çulha        | Engin Aybars  | Principal | Principal | Principal |
| Umut Oğuz           | Fikret        | Principal | Principal | Principal |
| Tuğçe Özbudak       | Pınar Uncu    | Principal | Principal | Principal |
| Selin Demiratar     | İdil Ertürk   | Principal | Principal |           |
| Serenay Sarıkaya    | Sofia         | Principal | Principal |           |
| Alican Yücesoy      | Timur         | Principal | Principal |           |
| Rüzgar Aksoy        | Ferruh        | Principal | Principal |           |
| Fırat Albayram      | Boncuk        | Principal | Principal |           |
| Ebru Şam            | Esra Şahin    |           | Principal |           |
| Eda Özerkan         | Nazlı Karabağ |           | Principal |           |
| Ekin Türkmen        | Pamuk         |           |           | Principal |
| Cemal Hünal         | Alex Mertcan  |           |           | Principal |
| Zeynep Özder        | Maya Mertcan  |           |           | Principal |
| Selim Erdoğan       | Neco          |           |           | Principal |

## Temporadas
| Temporada   | Episodios | Año       |
| ----------- | --------- | --------- |
| Temporada 1 | 1–30      | 2008–2009 |
| Temporada 2 | 31–70     | 2009–2010 |
| Temporada 3 | 71–79     | 2010      |